# 當麻町 (奈良縣)
當麻町（日语：／ Taima chō */?）為過去日本奈良縣轄下的行政區劃。已於2004年10月1日與相鄰的新町合併為葛城市。
轄區位於奈良盆地西側二上山東南側山麓位置，西側與大阪府接壤。
產業以農業為主，為二輪菊的主要產地；過去曾經以農家的家庭代工而大量生產メリヤス布和襪。

## 歷史
轄區過去在令制國時代屬於大和國葛下郡，江戶時代後，大多為郡山藩領地，此外也有少部分區域屬於壬生藩和旗本領。19世紀末明治維新後，這些區域曾先後隸屬奈良縣、郡山縣、壬生縣、堺縣、大阪府，最後在1887年奈良縣重新恢復設立後，才再次隸屬於奈良縣。
1889年日本實施町村制，當麻町的轄區在當時分屬：磐城村和當麻村共兩個行政區劃。1956年，磐城村和當麻村整併為當麻村，之後再於1966年升格為當麻町。
2004年新町和當麻町合併為葛城市。

### 變遷表
| 1897年4月1日 | 1897年 - 1912年 | 1912年 - 1944年            | 1945年 - 1954年            | 1955年 - 1989年            | 1955年 - 1989年           | 1989年 - 現在              | 現在                       |
| ------------ | --------------- | -------------------------- | -------------------------- | -------------------------- | ------------------------- | -------------------------- | -------------------------- |
| 新庄村       | 新庄村          | 1923年8月31日 改制為新庄町 | 1923年8月31日 改制為新庄町 | 1923年8月31日 改制為新庄町 | 新庄町                    | 2004年10月1日 合併為葛城市 | 2004年10月1日 合併為葛城市 |
| 忍海村       | 忍海村          | 忍海村                     | 忍海村                     | 1956年5月3日 併入新庄町    | 新庄町                    | 2004年10月1日 合併為葛城市 | 2004年10月1日 合併為葛城市 |
| 磐城村       | 磐城村          | 磐城村                     | 磐城村                     | 1956年4月1日 合併為當麻村  | 1966年4月1日 改制為當麻町 | 2004年10月1日 合併為葛城市 | 2004年10月1日 合併為葛城市 |
| 當麻村       |                 |                            |                            | 1956年4月1日 合併為當麻村  | 1966年4月1日 改制為當麻町 | 2004年10月1日 合併為葛城市 | 2004年10月1日 合併為葛城市 |

## 交通

### 鐵道路線
- 近畿日本鐵道（近鐵）
  - 南大阪線：（←香芝市） - 二上神社口站 - 當麻寺站 - 磐城站 - 尺土站 - （大和高田市→）
  - 御所線：尺土站 - （新庄町→）

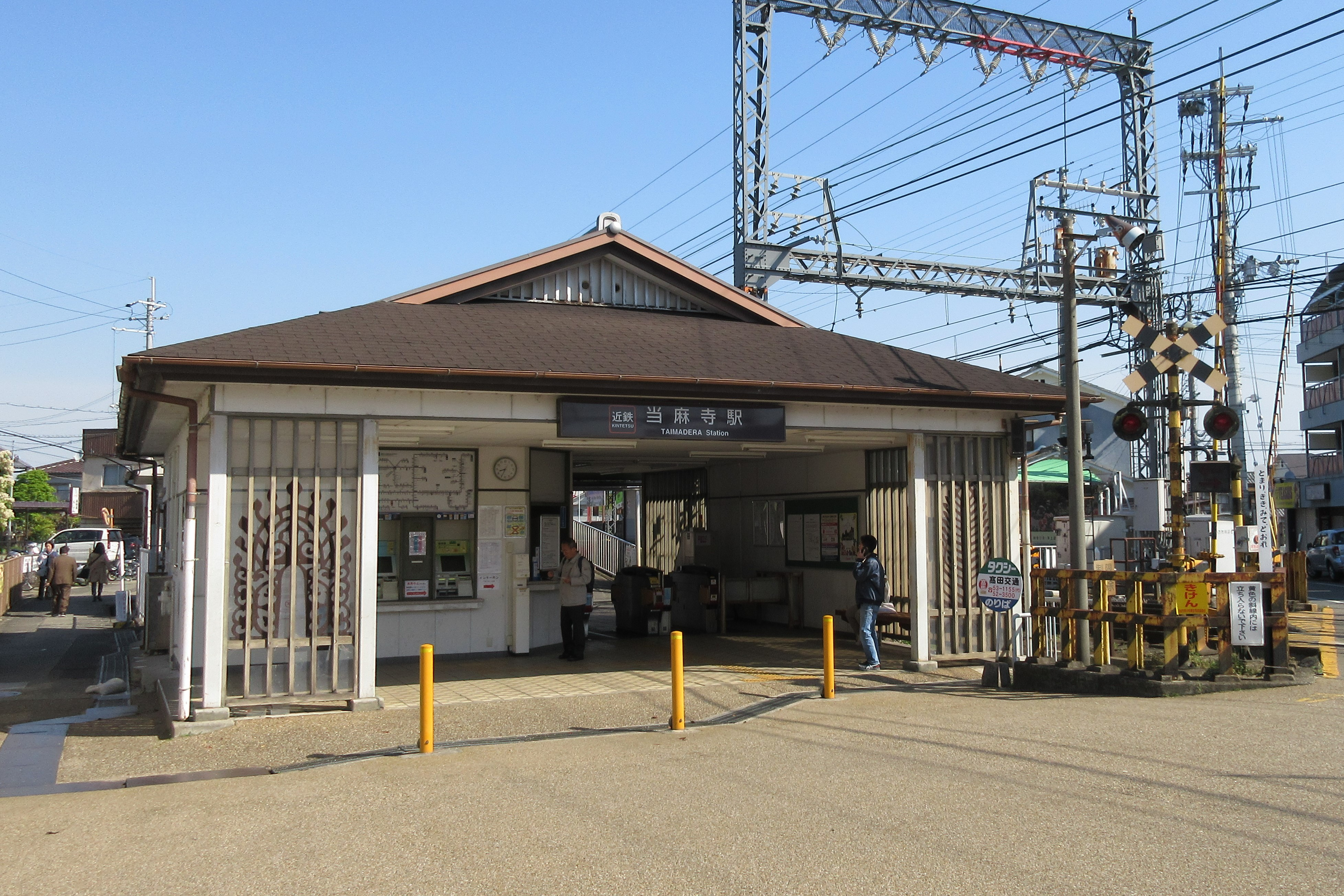
當麻寺車站
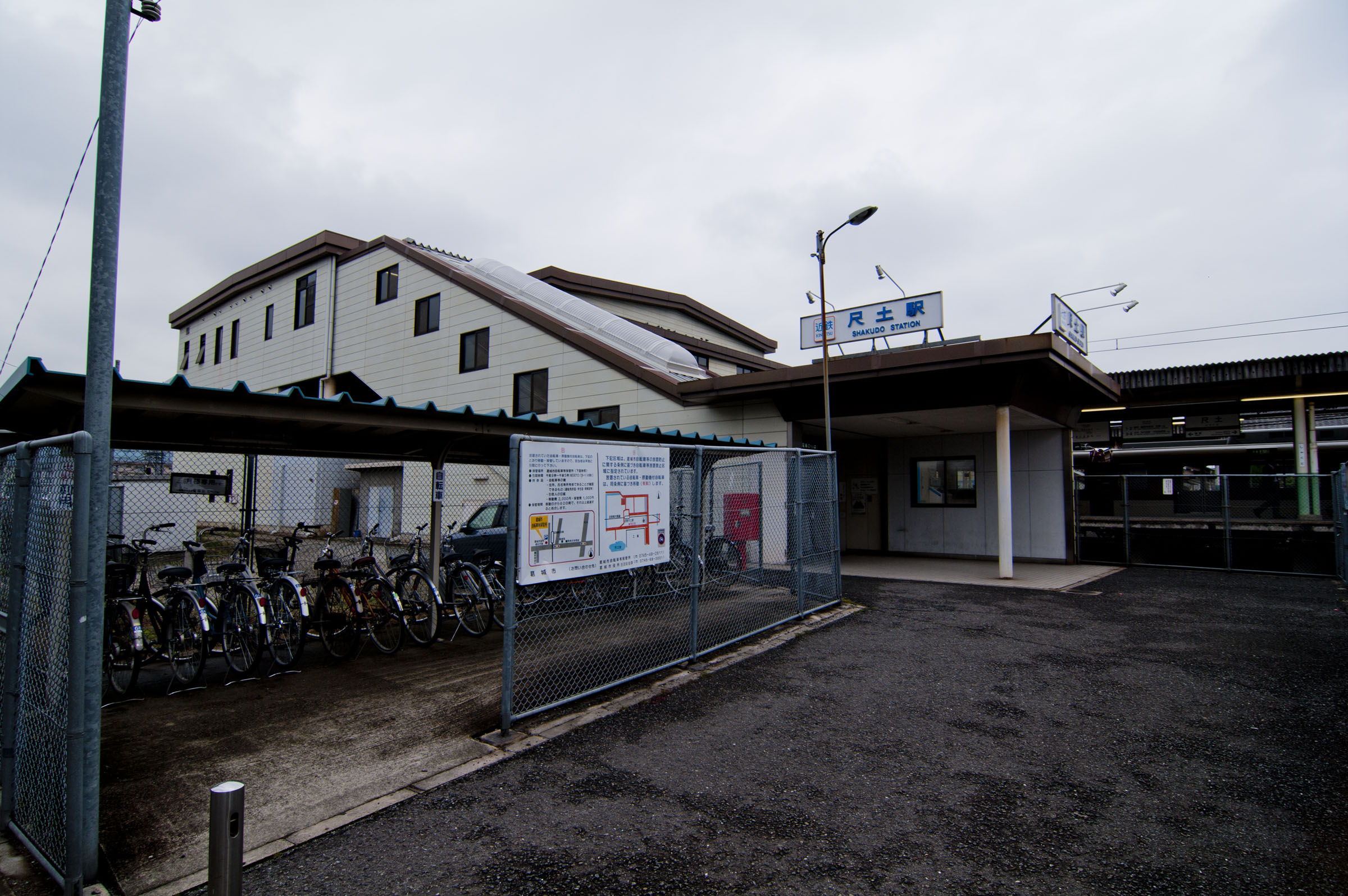
尺土車站

## 觀光資源

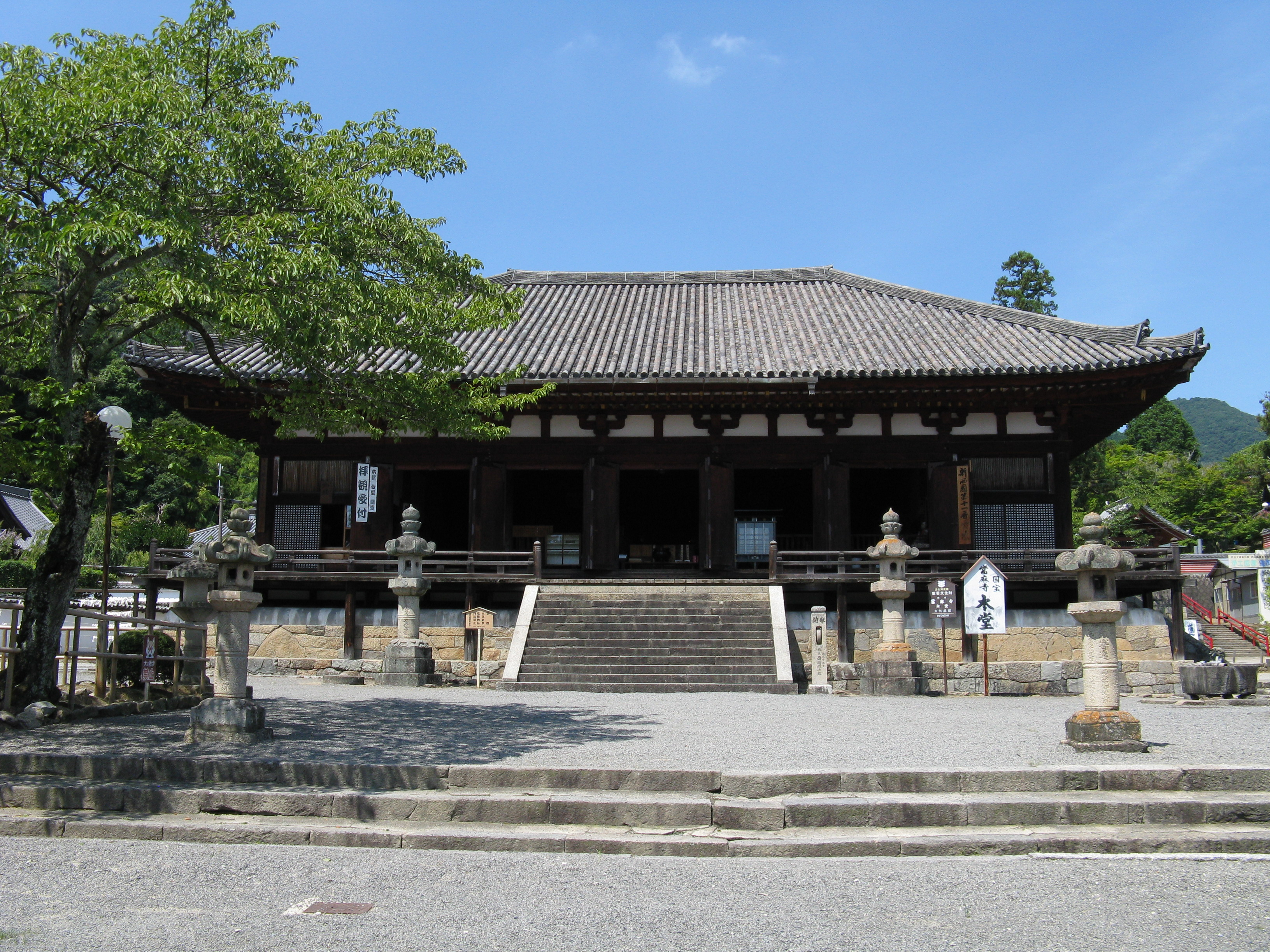
當麻寺本堂

位於轄內北部的當麻寺以西元8世紀的中將姫傳說和當麻曼荼羅廣為人知，現今常成為各種戲曲的題材。

## 外部連結
- 新庄町及當麻町合併議會
- 國立國會圖書館 （页面存档备份，存于）——以當麻町搜尋可搜尋合併相關書籍